# Адмиралтейский оркестр Ленинградской военно-морской базы
Адмиралте́йский орке́стр Ленингра́дской вое́нно-морско́й ба́зы — старейший духовой военно-морской оркестр России, основанный по приказу Петра I в феврале 1703 года (за 3 месяца до основания города Санкт-Петербурга).

## Главные дирижёры

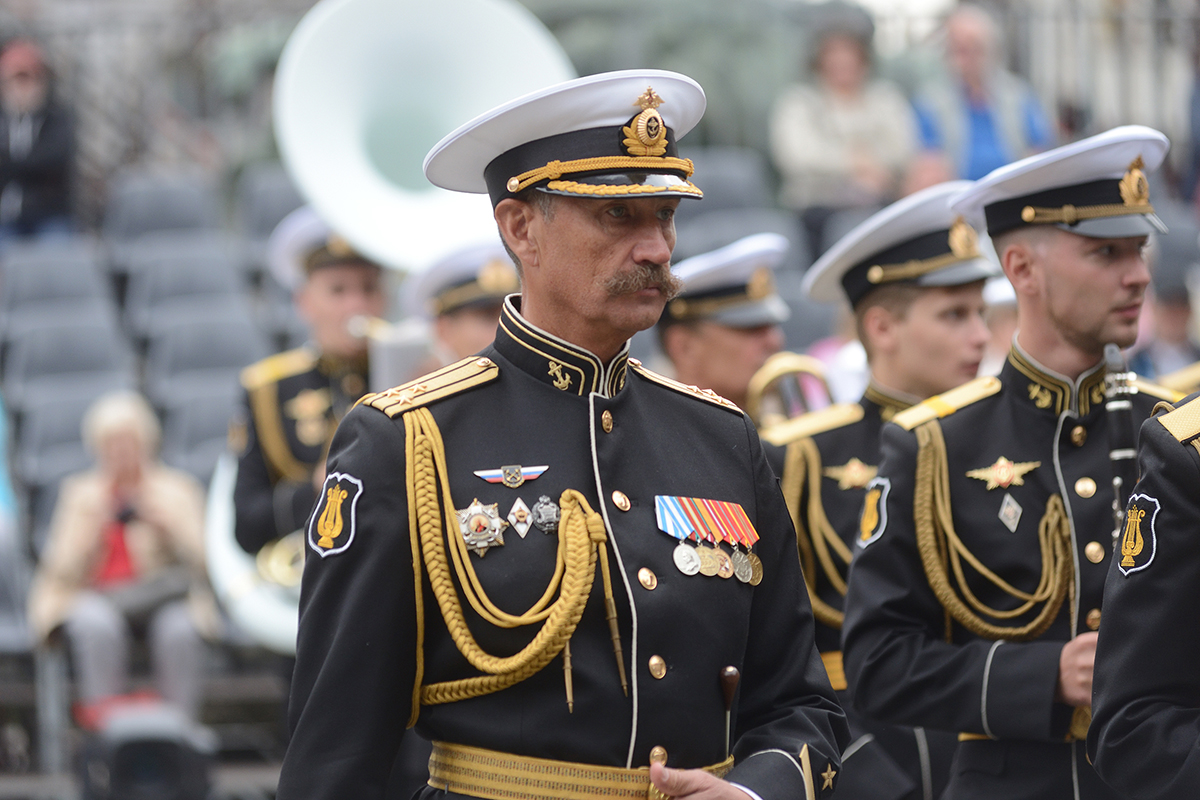
капитан I ранга Алексей Карабанов

- Г. Н. Степанов (1938)
- С. П. Ротмиль (1939)
- А. И. Цветков (1940—1949)
- С. В. Полянский (1950—1959)
- В. М. Барсегян (1960—1975)
- М. Ф. Боржков (1976—1977)
- Н. В. Идзон (1978—1984)
- А. А. Карабанов (1985—2008)
- В. К. Лященко (2008—2021)
- Н. С. Игнатов (с июня 2021)

## Дискография
| Год выпуска | Название                                           | Издатель                                               |
| ----------- | -------------------------------------------------- | ------------------------------------------------------ |
| 1995        | 50 лет Победы                                      |                                                        |
| 1995        | Ленинградские воспоминания                         | Санкт-Петербург — Голландия: «Mirasound, Ge Voskuylen» |
| 1998        | Привет из Санкт-Петербурга                         |                                                        |
| 1999        | Под Знаком Орла                                    | Санкт-Петербург: Русская лира                          |
| 2000        | Музыка Российской Императорской Гвардии (Выпуск 1) | Санкт-Петербург: Русская лира                          |
| 2004        | Музыка Нашей Победы                                | Санкт-Петербург: Русская лира                          |
| 2004        | Виват, Санкт-Петербург!                            | Санкт-Петербург: Русская лира                          |
| 2005        | Музыка Российской Императорской Гвардии (Выпуск 2) | Санкт-Петербург: Русская лира                          |
| 2005        | Музыка воинской славы                              | Санкт-Петербург: Русская лира                          |

## Награды
- Почётный диплом Законодательного Собрания Санкт-Петербурга (14 марта 2001 года) — за заслуги в деле пропаганды отечественной культуры и традиций Военно-Морского Флота России и в связи с 290-летием со дня образования[3]